# Církevní řády a řehole na území litoměřické diecéze

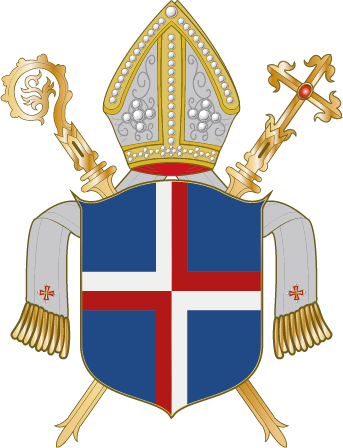
Znak litoměřické diecéze

Církevní řády a řehole na území litoměřické diecéze působily daleko dřív, než ona sama byla založena. Různé kláštery historicky vznikaly nebo také zanikaly – přirozeně (vymřením členů), násilně (při válkách) nebo jiným způsobem. Ve 20. století byla nejvážnějším momentem přerušení řeholního způsobu života Akce K, která proběhla v dubnu 1950, při níž byla násilně a nezákonně zlikvidována většina mužských klášterů. Následné řazení klášterů a komunit jednotlivých řádů je podle chronologického klíče. Článek se zabývá vývojem řeholních komunit v konkrétní lokalitě. O klášterních budovách, řádových kostelích, jejich architektuře a stavebních úpravách, nebo dalších souvislostech klášterů, pojednávají jiné samostatné články.

## Mužské kláštery nebo řeholní komunity do roku 1950

### Němečtí rytíři
- 1. Řepín (před 1236–1417)

na stránce Komenda Řepín
- 2. Chomutov (1252–1411/1417)

na stránce Komenda Chomutov
- 3. Blatno u Chomutova (1252–1404)

na stránce Komenda Blatno
- 4. Býčkovice (1253–1417)

na stránce Komenda Býčkovice
- 5. Bílina (1302–1421)

na stránce Komenda Bílina

### Johanité-Maltézský řád
- 1. Svádov (1169–1186)

na stránce Komenda Svádov
- 2. Kadaň (1186–1559)

na stránce Komenda Kadaň
- 3. Ploskovice (1174/1188–1421/1545)

na stránce Komenda Ploskovice
- 4. Mladá Boleslav – sv. Vít (1255–1421)

na stránce Johanitská komenda u sv. Víta (Mladá Boleslav)
- 5. Český Dub (před 1260–1425)

na stránce Komenda Český Dub
- 6. Mladá Boleslav – sv. Jan Křtitel (před 1362–1421)

na stránce Johanitská komenda u sv. Jana (Mladá Boleslav)
Farnosti a statky spravované johanity
- - a) Horní Libchava (1653–1926)

Statek Horní Libchava propadl roku 1623 konfiskaci a 9. dubna 1626 ho koupil za 26 958 grošů míšeňských tehdejší velkopřevor maltézských rytířů Vilém Vratislav z Mitrovic. Připojil k němu již roku 1623 koupený státek Volfartice a roku 1629 přikoupil i statek Stružnici. Roku 1633 zapsal Vilém Vratislav celé toto zboží svému bratru Zdeňkovi. Řád maltézských rytířů se proti tomu odvolal, protože koupě byly uskutečněny z řádových peněz. Vznikl dlouhotrvající spor, který byl ukončen až roku 1653 tím, že panství připadlo velkopřevorovi maltézských rytířů. Do té doby drželi panství Vratislavové z Mitrovic. V držení rytířského maltézského řádu bylo panství Horní Libchava až do roku 1926, kdy bylo v souvislosti s pozemkovou reformou prodáno a na jeho území vznikly dva zbytkové statky Horní Libchava a Stružnice. Část získali drobní uživatelé.
Na panství byla farnost Horní Libchava, která byla od roku 1653 až do roku 1926 obsazována příslušníky řádu maltézských rytířů.
- - b) Skalice u České Lípy (1712–1926)

Farnost Skalice byla po svém obnovení roku 1712 obsazována maltézskými rytíři a patronátní právo vykonával až do roku 1926 velkopřevor maltézského řádu v Čechách. Skalice bývala před rokem 1622 samostatnou farou a je doložena od roku 1362. V letech 1622–1712 patřila k Horní Libchavě.
- - c) Polevsko (1735–1926)

Roku 1735 byla vydělena z farnosti Skalice samostatná farnost Polevsko, kterou spravovali maltézští rytíři až do doby prodeje svého panství Horní Libchavy v roce 1926.
- - d) Volfartice (1756–1926)

Starobylá farnost Volfartice, doložená již roku 1363, byla po rekatolizaci spravována augustiniány z České Lípy a od roku 1653 připojena k Horní Libchavě. Roku 1756 se osamostatnila a byla spravována až do roku 1926 maltézskými rytíři.
- - e) Slunečná (1880–1926)

Tato farnost vznikla až roku 1880 rozdělením z farnosti Horní Libchava a byla jako ostatní fary na území panství Horní Libchava spravována až do roku 1926 maltézskými rytíři.

### Křižovníci s červenou hvězdou
- 1. Most (1253–1950)

na stránce Klášter křižovníků (Most)
- 2. Litoměřice (1257–1421)

na stránce Klášter křižovníků (Litoměřice)
- 3. Ústí nad Labem (1327–1426)

na stránce Klášter křižovníků (Ústí nad Labem)

### Křižovníci sčerveným křížem
(Fratres cruciferi Dominici sepulchri Hierosolymitani)
- 1. Most (1227–1253)

na stránce Klášter křižovníků (Most)
- 2. Nymburk (1294–1413)

na stránce Klášter křižovníků (Nymburk)

### Řeholní kanovníci sv. Augustina
(Canonici regulares S. patris Augustini; CanReg)
- 1. Lysá nad Labem (1355–1421)

na stránce Klášter Lysá nad Labem

### Premonstráti
- 1. Žatec (/1640/1807–1873)

na stránce Klášter premonstrátů (Žatec)
- 2. Liberec (1843–1872)

Vedením nižší reálky v Liberci byli po odchodu piaristů roku 1843 pověřeni premonstráti ze Strahova. Ředitelem se stal P.E.A. Weyrauch OPraem. Podle výnosu ministerstva školství a kultu 17. října 1848 byla liberecká reálka přeřazena mezi gymnázia a roku 1851 přišli na tento ústav první světští profesoři. Po řediteli Weyrauchovi následoval roku 1856 P. Tad. Kotzura OPraem. Ten byl současně i posledním řádovým ředitelem. Od 1. října 1872 převzal libereckou reálku stát a přetvořil ji na nižší reálné gymnázium. Všichni řádoví profesoři z ústavu odešli, a tak po piaristech skončili roku 1872 i premonstráti svou působnost na této liberecké škole.
Starobylá premonstrátská kanonie na Strahově (založena roku 1140) měla v Čechách řadu inkorporovaných far, z nichž několik bylo na území litoměřické diecéze. Zde jsou uváděny jen ty, které byly až do roku 1950 obsazovány strahovskými premonstráty.
- a) Žatec fara[1] (před rokem 1272–1950)

Hlavní kostel v královském krajském městě Žatci byl již před rokem 1272 v držení strahovské kanonie. Ve 14. století zde byl plebán a dva kaplani. Ke kostelu patři ještě filiální kostel sv. Kříže na žateckém náměstí poblíž radnice, později kostel sv. Ondřeje a kaple sv. Lazara Až do roku 1420, kdy se stal Žatec jedním z hlavních opor husitství, vedli premonstráti tuto farnost. Po rekatolizaci roku 1627 se jí opět ujali (prvním děkanem se stal roku 1628 P. Ondřej Mirecus, Polák). Válka zničila zcela kostel sv. Ondřeje a i kaple sv. Lazara byla v troskách. Brzy vypukl spor mezi Strahovem a městem o patronátní právo nad děkanským kostelem, který skončil až roku 1668, resp. 1710. Ve sporu vyhrálo město, ale premonstráti zůstali i dále v duchovní správě.
Roku 1640 dokonce převzal Strahov latinskou školu, takže v Žatci se počet premonstrátů zvětšil. Z latinské školy přeměněné na gymnázium odešli premonstráti roku 1873, ale na žateckém děkanství působili ještě v roce 1950.
K žateckému děkanství patřily jako komendátní kostely Libočany 1658–1748, Holedeček 1627–1785 a Staňkovice 1627–1785 (1802). V období 1627–1680 také spravovali premonstráti ze Žatce i komendátní kostely Radíčeves a Velká Černoc.
- b) Staňkovice fara (před rokem 1272–1950)

Strahovský opat je doložen roku 1272 jako patron kostela sv. Václava a premonstráti zde působili až do husitské revoluce roku 1420 (je známo několik zdejších administrátorů-premonstrátů). Pak se fara stala utrakvistickou a patronát převzalo město. Po třicetileté válce spravovali Staňkovice premonstráti ze žateckého děkanství. Roku 1782 zde vznikla lokálie, povýšená roku 1802 na faru. Při ní působili strahovští premonstráti až do roku 1950.
- c) Holedeček fara (1785–1950)

Farní kostel v Holedečku stál již roku 1346 a z doby předhusitské je známo několik plebánů. Patronátní právo měli tehdy držitelé statku Holedče, rytíři z Veletic a žatecká patricijská rodina Koblenzerů. Další osudy kostela neznáme, ale od roku 1627 se stal Holedeček komendátním kostelem žateckého děkanství a byl spravován premonstráty. Teprve roku 1785 zde byla zřízena fara. Premonstráti tu působili až do roku 1950.
- d) Bohušovice fara (1782–1950)

Tato obec patřila z větší části premonstrátskému klášteru v Doksanech a roku 1384 se připomíná kostel sv. Prokopa. Jinak byla patrně duchovní správa po třicetileté válce vykonávána u Dolánek, kde byl premonstrát administrátorem. Kostel sv. Prokopa byl za třicetileté války těžce poškozen a znovu byl postaven v letech 1711–1716 doksanským proboštem Josefem Mikou OPraem. Není vyloučeno, že již tehdy zde sídlil duchovní, ale ten patřil stále k faře Dolánky. Teprve roku 1782 byla zřízena samostatná fara, kterou až do roku 1950 obsazovali strahovští premonstráti.

### Benediktini
V litoměřické diecézi se benediktini objevili roku 993, kdy vznikl první benediktinský konvent v Břevnově. Kostel sv. Petra a Pavla v obci Chcebuz na Litoměřicku, zmiňovaný v pramenech v duchovní správě benediktinů (rok 993), je i nejstarším listinně doloženým kostelem v celé diecézi.
- 1. Mnichovo Hradiště (1054–1177)

Existence tohoto kláštera benediktinů není jistá. Většina novějších badatelů popírá, že by v Mnichově Hradišti benediktinský konvent existoval. Starší literatura se však důsledně zmiňuje o tom, že v Mnichově Hradišti byl břevnovskými benediktiny založen malý benediktinský konvent a obsazen pak mnichy z Tornach v Holandsku. Po stu letech trvání byl Heřmanem z Ralska, snad potomkem zakladatelského rodu, předán po roce 1177 cisterciákům.
- 2. Postoloprty (před 1119–1420)

na stránce Porta Apostolorum
- 3. Břvany (?1119–1420)

Snad již založením benediktinského konventu v Postoloprtech se dostaly Břvany spolu s dalšími blízkými obcemi do majetku kláštera. Ten zde brzy založil své vlastní proboštství a nazval je „Cella Januae vitae“. Stálo na místě, kde je dnes farní budova s kostelem sv. Martina. K roku 1407 je znám zdejší probošt Oldřich. Proboštství zaniklo současně se svým mateřským klášterem v Postoloprtech a bylo snad rovněž vypáleno. Trosky bývalého proboštství a jeho základní zdivo byly patrné ještě na konci 19. století. Proboštství snad bylo i opevněno, a bylo tedy vlastně tvrzí.
- 4. Boč (12. století-1357)

Snad již ve 12. století obdrželi benediktini v Postoloprtech velké území na Ohři západně od Kadaně. Nejpozději od roku 1292 se pro toto území stalo střediskem proboštství v Boči s kostelem sv. Václava. Celé toto území se však stalo ve 14. století předmětem zájmu Karla IV., který je nakonec roku 1357 od postoloprtských benediktinů získal a připojil je k hradu Hauenštejnu. Jako odškodnění dostali benediktini statek Libočany u Žatce a pozemky na Ohři proti královskému městu Žatci.
- 5. Klášterec nad Ohří (12. století-1277)

I toto území se dostalo ve 12. století benediktinskému klášteru v Postoloprtech, který tam zřídil na mateřském konventu odvisle proboštství někdy v letech 1150–1250. Dosvědčuje to i latinský (Claustrellum) a český název lokality. Přemysl Otakar II. ho však někdy kolem roku 1277 získal a dal do správy královské komory. Snad ještě na konci 13. století se Klášterec stal majetkem pánů ze Šumburku.
- 6. Slavětín (?1357–1420)

Nedaleko Loun leží trhová ves Slavětín (připomínaná roku 1268) patřila původně snad pražskému biskupství, pak vladykům ze Rvenice a konečně pánům z Házmburku. Při zdejším významném kostele bylo patrně roku 1357 založeno proboštství benediktinského kláštera v Postoloprtech. Proboštství trvalo až do roku 1420, kdy asi sdílelo totožný osud se svým mateřským klášterem.
- 7. Žatec (1357–1419)

Postoloprstský benediktinský klášter získal roku 1357 za opata Theodoricha, snad jako odškodnění za ztracenou Boč, na levém břehu Ohře na předměstí Žatce pozemkový majetek a mlýny na Ohři. Bylo zde vybudováno proboštství s kostelem sv. Prokopa, které se stalo středem samostatného předměstí. Byla zde inkorporovaná fara. Podle některých místních historiků bylo zde proboštství již ke konci 12. století (Albertus praepositus sacensis), ale jde zřejmě o omyl a neporozumění textu. Při tomto proboštství byl ve 14. století snad i špitál. Patrně již roku 1419 žatečtí radikální husité dobyli a zbořili benediktinské proboštství současně s minoritským klášterem v Postoloprtech. Skutečně asi brzy potom opustil opat Jan s částí mnichů postoloprtský konvent a zachránil tak svůj život. Poslední žatecký probošt Martin je však doložen ještě roku 1424, takže se zřejmě nejméně on roku 1419 zachránil.
- 8. Bezděz (1666–1785)

Zakladatel bezdězského konventu augustiniánů, Albrecht z Valdštejna, se již roku 1633 rozhodl, že augustiniány, kteří postupovali při výstavbě kláštera na Bezdězu jen velmi pomalu a liknavě, vymění za jiný řád, a sice za benediktiny montserratské. Augustiniáni odešli roku 1633 do Bělé pod Bezdězem, kde měli již dříve svůj konvent u sv. Václava.
O španělském mnichovi Benediktu Peñalosovi se dozvěděl Valdštejn roku 1633 potom, co tento benediktin otevřel na vídeňském předměstí kostel a klášter a postavil tam i sochu Panny Marie Montserratské. Valdštejn Pennalosu požádal, aby mu pomohl splnit jeho slib, že na počest svého vítězství v bitvě u Lützenu postaví na svém panství klášter k poctě Panny Marie Montserratské. K setkání došlo pak v Norimberku a Valdštejn věnoval na zřízení kláštera 100 000 zlatých. Další podrobnosti o stavbě kláštera byly projednávány pak v Praze.
Kromě vybudování kláštera na Bezděz měl být postaven i velký klášter pod Bezdězem. Měl vzniknout velký klášter pro 30 mnichů, 20 kněží, 10 profesorů a 12 laických bratří. Přímo na Bezdězu žilo 20 poustevníků. Dolní konvent měl mít čtyři oddělení. Jedno pro studující teologie, druhé pro nemocné a hosty, třetí pak pro členy konventu a čtvrté pro klášterní sluhy a řemeslníky. Konventní kostel měl mít půdorys kříže s pěti postranními kaplemi. Plány, jejichž autorem byl snad Nicolò Sebregondi, byly vypracovány, a ještě v prosinci 1632 se začal svážet materiál na stavbu nového kláštera. Brzy však nastalo přerušení a pokračovalo se teprve až na konci roku 1633. Zavražděním Valdštejna v Chebu v únoru 1634 celý plán na tento mohutný konvent ztroskotal. Měl to být po Valdštejnových stavbách v Praze a Jičíně projekt největší.
Zůstal však plán uvést benediktiny přímo na Bezděz a ujal se ho sám císař Ferdinand, který slíbil, že za vítězství u Nördlingu postaví tři konventy ke cti Panny Marie Montserratské. Jako první obnovil klášter Emauzský v Praze (1635) a Pennalosa se stal prvním opatem. Na Bezděz zatím nebylo ani pomyšlení a sídlil tam ve zříceninách pouze italský poustevník, který v tamní kapli vykonával bohoslužby.
Roku 1642 obsadili Švédové Bezděz a hrad ještě více zpustošili a vypálili. Teprve roku 1661 bylo rozhodnuto opravit Bezděz a připravit tamní budovy pro řeholníky. Budovy dostaly nové střechy, byla obnovena a vyzdobena kaple, přestavěno staré západní křídlo na vlastní konvent s klášterními celami a dvěma refektáři. Těmito opravami byl, bohužel, značně poničen čistě gotický charakter hradu.
Dne 8. září 1666 byla na Bezděz ve slavném procesí přenesena socha Panny Marie, kopie Panny Marie Montserratské, a od toho roku začali benediktini svou působnost na Bezdězu. Zprvu to byli jen tři mniši. Opravy se protáhly až do roku 1672. Úcta k Panně Marii přiváděla na Bezděz stále nové poutníky. Roku 1704 byl v kapli postaven nový barokní oltář a pak dalších pět postranních oltářů. Již roku 1686 bylo postaveno při cestě na Bezděz 15 barokních kapliček, které byly roku 1741 renovovány a byly v nich instalovány nové obrazy.
Čtyři papežové poskytli poutníkům plnomocné odpustky a dary pro Pannu Marii brzy daly vyniknout chrámovému pokladu.
Od roku 1720 byl zdejším převorem P. Veremund Proche, který vydal první historický popis Bezdězu (Praha 1743). Počet poutníků stále stoupal a s ním i věhlas Bezdězu. Za prusko-rakouské války roku 1778 však Prusové Bezděz i konvent obsadili. Když na ně pak zaútočili Chorvati, byli odraženi a Prusové tehdy náhodně objevili ukrytý chrámový poklad, kterého se zmocnili, a pak hned z Bezdězu uprchli.
Ale roku 1785 přišla definitivní pohroma. Císař Josef II. zrušil v listopadu bezdězský konvent a mniši se museli vrátit zpět do Prahy do Emauz. Soška Panny Marie byla roku 1786 přenesena do kostela v Doksech.
Od té doby začal Bezděz opět pustnout a klášterní budovy se začaly zvolna rozpadat. Roku 1841 byl podniknut první větší pokus o záchranu Bezdězu, roku 1910–1911 se v opravách pokračovalo. Další práce byly vykonány v letech 1923–1931. To již však zvolna vymizelo v širší veřejnosti vědomí, že na Bezdězu působil více než sto let benediktinský konvent, který se tolik zasloužil o rozšíření úcty k Panně Marii.

### Cisterciáci
- 1. Mnichovo Hradiště (1144/1177–1420)

Cisterciácký klášter v Hradišti nad Jizerou založil Heřman z Ralska snad původně pro benediktiny. U kolébky cisterciáckého kláštera stáli zcela jistě Markvartici. Řada badatelů popírá existenci předchozího benediktinského kláštera a klade vznik cisterciáckého kláštera do let 1144–1145. Do kláštera přišli mniši z Plas a prvním známým opatem byl Jetřich (kolem roku 1184). Klášter se těšil od počátku přízni nejen Markvarticů, ale i českých králů a okolní šlechty. Vzniklo tak při honosném opatském chrámu (zachoval se z něj jen zbytek portálu v nádvoří pivovaru) postupně rozsáhlé panství. Dělilo se na dva celky. Větší v blízkosti kláštera, kde také brzy, asi v polovině 13. století, vzniklo městečko Mnichovo Hradiště. Menší oddělená část panství byla pak v okolí Turnova a dosahovala na severu téměř zemských hranic. Z předhusitské doby se zachoval velmi cenný urbář. Jsou v něm podrobné informace o majetkových právech kláštera.
Ke klášteru patřily četné inkorporované fary (Mukařov, Hlavice, Březnice, Mohelnice, Rychnov, Lukov, Sány, Jezvé, Bakov, Vtelno) a roku 1280 vzniklo i samostatné proboštství Jablonné.
Za opata Pavla (1292–1306) se klášter dostal do finančních nesnází a opat Předboř (1345–1360) musel odprodat některé obce. Jinak je o klášteru známo málo. Často zápasil s dluhy a musel své statky zastavovat. Zprvu byli zde většinou mniši německého původu, později však v klášteře převládli Češi. Klášter se zasloužil o kultivování rozsáhlého hraničního pralesa, zvláště severně od Mnichova Hradiště. V Mnichově Hradišti často byli opaty jako „patres abbates immediati“ cisterciáčtí opati z Plas. Opati z Ebrachu vykonávali rovněž často funkci vrchních řádových duchovních.
Roku 1370 získal konvent špitál ve Žlebech u Čáslavi a několik obcí. Patrně roku 1377 zde vzniklo další proboštství mnichovohradištského konventu. Z mateřského kláštera sem přišlo šest mnichů.
O konventu se zachovalo vůbec jen málo zpráv a jeho rukopisy s archivem byly z větší části zničeny na počátku husitské revoluce. Koncem dubna roku 1420 ke klášteru přitáhli husitští orebité v čele s Hynkem Krušinou z Lichtenburka. Opat Jan s některými mnichy včas uprchl a uschoval některé klenoty a knihy do Bělé pod Bezdězem. Orebité dobyli konvent 30. dubna 1420, vyloupili ho a vypálili. Král Zikmund dal sice celé klášterní panství Janu Chudobovi z Ralska, ale ten byl husity v držení klášterního panství postupně vytlačen. Mezitím byl ve vyhnanství zvolen novým hradišťským opatem Václav (1431–1435). Po jeho smrti nebyli již opati dále voleni a početně slabá komunita byla řízena roku 1458 převorem Janem. Ten vyzdvihl i v Bělé pod Bezdězem klenoty a knihy, které tam uschoval roku 1420 opat Jan. Za husitských válek zanikla i obě proboštství ve Žlebech roku 1421 a v Jablonném v Podještědí patrně roku 1425. Klášterního panství se zmocnil husitský hejtman Jan Čapek ze Sán, jemuž byla i později větší část tohoto cisterciáckého majetku ponechána.
- 2. Mašťov-Osek (1192–1950)

Klášter cisterciáků byl přeložen do Oseka brzy po jeho založení. Původně byl v Mašťově, kde roku 1192 Milhost Milhostic věnoval cisterciákům z Waldsassenu Mašťov s 15 vesnicemi. Kdy byl přemístěn do Oseka, není přesně známé, ale bylo to určitě do roku 1207. Založení kláštera roku 1207 potvrdil papež Inocenc III. (1198–1216) a král Přemysl Otakar I., který mu roku 1208 udělil výsady. Účast Oseka na kolonizaci byla nepatrná, ba nejistá; není totiž jisto, zda nové vesnice klášter založil, nebo už držel hotové. Aby zlepšili opatové důchody kláštera, byly například vesnice vyměřeny na základ práva zákupního. Do konce 14. století osecký klášter velmi zbohatl. Husitskými válkami však nesmírně utrpěl. Roku 1421 táhnou na Osek pražané se žateckým a lounskými obyvateli. Roku 1429 přicházejí táborité. Mniši klášter opustili a táborité jej vypálili (zachránila se jen kapitulní síň a křížová chodba). Mniši se později vrátili a pomalu obnovovali klášter i hospodářství. Avšak ještě v 16. století byl klášter silně zadlužen. V dohodě s pražským arcibiskupem podal císař Rudolf II. návrh papeži na zrušení kláštera a jeho předání pražskému arcibiskupovi. Papež Řehoř XIII. (1572–1585) schválil návrh 13. června 1580. Tím přešel Osek a Hrob, který získali Osečtí roku 1282 koupí, do majetku arcibiskupství a mniši odešli do kláštera zbraslavského. V době pobělohorské rekatolizace navrhl zbraslavský opat Urat obnovení oseckého kláštera. Císař Ferdinand II. před odpor arcibiskupa Harracha vydal 14. září 1624 s vědomím papeže Urbana VIII. (1623–1644) restituční dekret. Pro odpor arcibiskupův, kterému šlo především o ztrátu příjmů, došlo k předání kláštera cisterciákům až 17. května 1626. Zprvu neměl osecký klášter vlastní opaty a byl až do roku 1650 spravován opaty zbraslavskými. Za opata Benedikta Littweriga byla založena roku 1696 manufaktura na výrobu punčoch. Dále byl získán v Praze tzv. Osecký dům a založena klášterní knihovna (1725). Za pruské války klášter utrpěl velké škody. Roku 1774 se bezúspěšně pokusil opat Kajetán Březina obnovit v Hrobu těžbu uhlí, která kdysi zanikla. Zásluhou opata Mořice Elbla unikl osecký klášter zrušení v josefínských reformách. Roku 1811 za opata Benedikta Venussiho převzal klášter do své správy chomutovské gymnázium, kam vyslal osm profesorů. Budova správy panství hostila také v letech 1850–1856 okresní soud a pak okresní úřad, než Duchcov postavil novou budovu. Za opata Athanasia Bernharda došlo 1859 k restauraci klášterního kostela, rozšíření špitálu a zřízení dívčí školy. Opat Ignác Krahl (1877–1886) rozšířil textilku o novou budovu a zřídil nový dvůr Neuhof. Prodal nevýnosné doly a místo nich přikupoval pozemky, které hraničily s oseckým majetkem. Klášter osecký měl od počátku své existence značný pozemkový majetek. Na konci patrimoniálního zřízení mělo panství Osek 22 vesnic a statek Škrle se 6 vesnicemi. Nástupce opata Krahla, Meinard Siegel (1886–1911), dal vystavět roku 1908 dívčí obecnou a měšťanskou školu v Oseku.
V oseckém klášteře byli po květnu 1945 umístěni salesiáni, kteří zde měli internát a bohosloveckou přípravu pro kněžská povolání. Od roku 1950 byl z kláštera vytvořen v rámci komunistické Akce K zaměřené proti klášterům internační tábor pro řeholníky a klášter přestal plnit své úkoly. K obratu v dějinách kláštera došlo po roce 1968, kdy určení oseckého kláštera jako internačního tábora skončilo. K obnově tradičního klášterního způsobu života došlo však až po roce 1989.
- 3. Česká Lípa (1253–1786)

na stránce Proboštství Česká Lípa
- 4. Jablonné v Podještědí (1280–1425)

Zdislav z Lemberka dal kolem roku 1280 faru s kostelem sv. Kříže (od roku 1457 kostel Narození Panny Marie) cisterciákům v Mnichově Hradišti, kteří si zde vybudovali proboštství. Dar potvrdil pražský biskup Tobiáš z Bechyně. O dalších osudech tohoto proboštství bohužel nemáme žádné zprávy. Zaniklo buď současně se svým mateřským klášterem v Mnichově Hradišti roku 1420, nebo pravděpodobněji až roku 1425, kdy se husité zmocnili Jablonného a pobořili tehdy i dominikánský klášter u sv. Vavřince v Jablonném.
- 5. Chomutov (1809–1879)

Chomutovské gymnázium, založené roku 1591, vedli až do roku 1773 jezuité, pak bylo v letech 1777–1780 dočasně uzavřeno, než je převzali dominikáni. Ti působili na gymnáziu do roku 1787 a pak z Chomutova odešli.
Ve školním roce 1788 bylo na zdejší gymnázium vysláno několik profesorů z cisterciáckého kláštera v Oseku, kteří zde působili tak úspěšně, že když roku 1806 mělo být zrušeno, bylo na naléhavé prosby města ponecháno a roku 1809 byla jeho správa nabídnuta cisterciákům. Ti však gymnázium převzali postupně a teprve od roku 1811 za opata Benedikta Venussiho převzali celkové řízení tohoto ústavu, na který vyslali osm profesorů.
Po reorganizaci v roce 1851 byl ústav přeměněn na vyšší gymnázium. Roku 1871 došlo k reorganizaci tím, že nižší reálka v Chomutově byla spojena s nižšími třídami gymnázia, které tak bylo přeměněno na reálné gymnázium. Toto uspořádání však trvalo jen do roku 1879, kdy bylo opět obnoveno vyšší gymnázium. Cisterciáčtí profesoři měli od roku 1849 jako představeného vlastního rektora. Jeden z profesorů byl vždy ředitelem.

### Dominikáni
- 1. Litoměřice (1236–1950)

na stránce Klášter dominikánů (Litoměřice)
- 2. Turnov (1250–1424)

na stránce Klášter dominikánů (Turnov)
- 3. Jablonné v Podještědí (1252–1784), (1945–1950)

na stránce Klášter Jablonné v Podještědí
- 4. Louny (?1253–1419)

na stránce Klášter dominikánů (Louny)
- 5. Nymburk (1257–1421), (1663–1789)

na stránce Klášter dominikánů (Nymburk)
- 6. Ústí nad Labem (1617–1935), (1945–1950)

na stránce Klášter dominikánů (Ústí nad Labem)
- 7. Chomutov (1780–1787)

na stránce Klášter dominikánů (Chomutov)

### Minorité

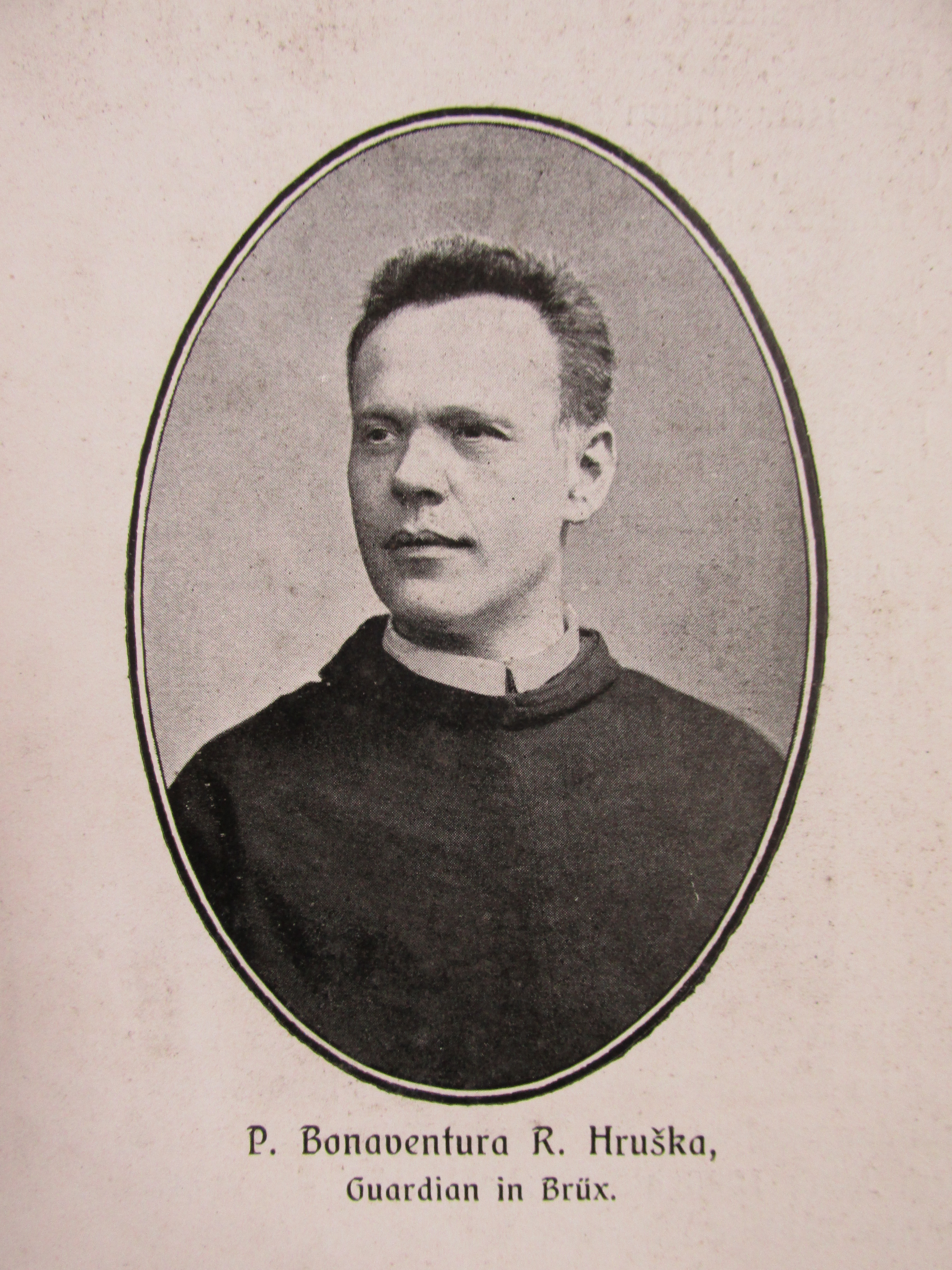
P. Bonaventura Raimund Hruška OFMConv. – řádový představený v Mostě

- 1. Litoměřice (1233–1785)

na stránce Klášter minoritů (Litoměřice)
- 2. Kadaň (1234–1786)

na stránce Klášter minoritů (Kadaň)
- 3. Žatec (13. století-1419)

na stránce Klášter minoritů (Žatec)
- 4. Most (1312–1950)

Menší bratři sv. Františka byli povoláni k původnímu kostelu sv. Vavřince a za dočasný příbytek jim byla dána bývalá fara. Němečtí vlastivědní pracovníci tvrdí, že minorité byli povoláni asi roku 1240, ale doklady pro toto tvrzení nebyly zjištěny. Vůbec pro dějiny tohoto kláštera chybí přesné prameny, jen srovnáním různých zpráv určujeme lokalitu kláštera. Není rovněž zcela jisté, zda v 16. století existovaly v Mostě obě větve řádu menších bratří, tj. observanti a konventuálové. Klášter byl malý a nevyvíjel žádnou pozoruhodnou činnost. Roku 1820 propůjčili minorité některé místnosti pro školu, další pak roku 1894 pro českou školu. Přestože byl mostecký konvent roku 1938 vyňat z československé provincie a připojen k provincii rakouské, byl zde ponechán Čech kvardián P. Bonaventura Hruška pro české bohoslužby. Druhý člen konventu byl Němec. V roce 1945 byl konvent začleněn opět do československé provincie.
- 5. Mladá Boleslav (/1293/1345–1784)

na stránce Klášter minoritů (Mladá Boleslav)
- 6. Krupka (14. století-1575)

na stránce Minoritský klášter Krupka

### Františkáni
- 1. Kadaň (1473–1950)

na stránce Františkánský klášter Čtrnácti sv. Pomocníků
- 2. Turnov (1651–1950)

na stránce Františkánský klášter (Turnov)
- 3. Hejnice (1692–1950)

na stránce Kostel Navštívení Panny Marie (Hejnice)

### Kapucíni
- 1. Most (1616–1950)

Kapucíni se dostávají do Mostu na popud pražského představeného roku 1615, aby čelili kázáním protestantů. Stavba nového kláštera v Mostě byla započata roku 1616, kostela 1618. Ale ještě téhož roku byla stavba kláštera i kostela přerušena následkem politických událostí a dokončena až roku 1627. Za třicetileté války kapucínský klášter a kostel neutrpěly úhonu, ač jinak Most byl hodně poškozen. Pro svůj dobrý stav stal se také mostecký klášter roku 1651 noviciátem. O dalších osudech kapucínů v Mostě nebylo lze z literatury nic zjistit a ani vlastní archiv nezaznamenává nic pozoruhodného. Ve třicátých letech 20. století byla v Mostě umístěna tzv. Serafinská škola, tj. soukromé gymnázium pro ty, kteří by chtěli vstoupit do řádu a stát se jeho kněžími.
- 2. Litoměřice (1638–1950)

Poprvé se objevují kapucíni v Litoměřicích v letech 1627–1628, kdy pražský kapucín P. Valerián Magnus s P. Františkem Rozdraževským zde působili jako komisaři nad reformací náboženství a podnikli i veřejnou disputaci o teologických otázkách s Pavlem Stránským. Od té doby se jedná o trvalém usazení kapucínů v Litoměřicích. Bylo povoleno roku 1633. Do Litoměřic byli nejprve vysláni dva kapucíni, kteří užívali bývalého farního kostela sv. Vavřince na hradbách a současně jim byl propůjčen úřad kazatelů v děkanském kostele. Stavba nového kláštera začala roku 1647 a kostela 1654. Roku 1657 byl kostel posvěcen a odevzdán svému účelu. Litoměřický klášter podléhal česko-rakouské, pak česko-moravské řádové provincii.
- 3. Žatec (1675–1950)

Kapucíni do Žatce přicházejí v roce 1675 na žádost měšťanů a se souhlasem císaře. Prozatímně bydleli dva mniši v domě měšťana Scharzera a používali kostela sv. Jakuba. Stavba kostela a kláštera byla započata 1676 a ukončena 1683. Stavbu financovala hraběnka Ludmila Eva Kolovratová. Různými nadáními byl klášter zajištěn hospodářsky. Za josefínských reforem měl být klášter zrušen (1785), ale krajský úřad výnos pozdržel do roku 1789, kdy bylo zrušení odvoláno. Kromě misijní činnosti kázali řeholníci též v děkanském kostele a vyučovali náboženství ve škole.
- 4. Zákupy (1679–1950)

Kapucínský klášter v Zákupech spolu s kostelem sv. Františka Serafinského založil vévoda Julius František Sasko-Lauenburský jako díl za své šťastné zachránění před zajetím za válek s Turky. Klášter začal být budován roku 1679 (chronogram na portálu) a stavba celého komplexu umístěného proti zámku byla zrušena roku 1685. V refektáři kláštera byl umístěn obraz znázorňující záchranu vévody Julia Františka. Každoročně 2. srpna se zde slavil svátek porciunkule za velké účasti věřících z širokého okolí.
Kostel s klášterem vykazuje všechny typické znaky kapucínské architektury. Před průčelím kostela byla roku 1752 postavena řada barokních soch (sv. Felix, Fidelius, František z Assisi, Josef). Zdejší malý konvent sloužil především obyvatelům Zákup a jeho vnitřní dějiny nejsou dále již žádným způsobem mimořádné.
- 5. Rumburk (1682–1950)

Hrabě František Eusebius z Pöttingu určil roku 1681 ve své závěti obnos ke stavbě kapucínského klášter v Rumburku. Měl být postaven v průběhu čtyř let a byl určen pro dvanáct řeholníků. Roku 1682 bylo zažádáno o povolení stavby a roku 1683 se začalo stavět. Klášter byl však spolu s kostelem sv. Vavřince dostavěn až roku 1690 a 9. dubna 1690 byl konsekrován litoměřickým biskupem Jaroslavem Ignácem ze Šternberka.
Roku 1682 přišli první kapucíni (P. Bruno z Českých Budějovic), kteří se pak věnovali duchovní správě a kázání. Měli povoleno sbírat pro klášter almužny v celých Čechách a sousedním Sasku.
V letech 1704–1709 zbudoval kníže Florián z Lichtensteina ve dvoře kláštera loretánskou kapli, v níž byla umístěna „černá Madona“, jež se stala cílem poutníků ze širokého okolí. Roku 1771 byla umístěna ve věžičce loretánské kaple zvonková hra, která byla později prodána. V roce 1731 byly zbudovány tzv. svaté schody a křížová cesta. Obraz sv. Vavřince v kostele koupil hrabě Pötting za 6000 tolarů ve Španělsku. V klášterní hrobce byli pochováni kromě řeholníků i někteří členové rodu Lichtensteinů.
- 6. Mnichovo Hradiště (1690–1811)

Již od roku 1687 usiloval Arnošt Josef Valdštejn, aby v zámeckém areálu v Mnichově Hradišti byl zřízen kapucínský klášter. První kapucíni sem přišli roku 1690 a usadili se prozatímně v jednom z domů proti zámku. Roku 1694 se začal stavět klášter a kostel sv. Tří králů. Bylo zde původně 28 cel, knihovna, domácí kaple a ostatní příslušenství charakteristické pro kapucínský řád. Kostel je typickou kapucínskou jednolodní stavbou, která byla ukončena roku 1699. V kapli Panny Marie byla umístěna socha černé Madony (typ loretánských madon), zajímavá dřevěná socha sv. Jana Nepomuckého (J. Jelínek 1730) a zvláště sv. Anny Samotřetí.
Po moru 1713 byla před kostel postavena socha sv. Anny jako výraz poděkování za záchranu před morem. Od této doby se stává kostel cílem poutníků z okolí. Proto byla v letech 1723–1724 přistavěna k prostému kapucínskému kostelu sv. Tří králů nová kaple sv. Anny. Stavitelem byl člen zdejšího konventu Jan Křtitel Vyškovský. Kaple se markantně liší od prosté stavby sousedního kostela a patří mezi významné barokní památky v Čechách.
Za Josefa II. se rozhodlo, že má být zdejší klášter postupně zrušen. Hrabě Vincenc Valdštejn zabral proto ihned kapli sv. Anny, o kterou zdejší kapucíni pečovali, a dal tam převézt ze zrušeného kartuziánského kláštera ve Valdicích u Jičína tělesné pozůstatky proslulého Albrechta Valdštejna.
Po smrti Josefa II. usilovali kapucíni o zrušení nařízení o likvidaci kláštera, ale vrchnost naopak roku 1806 znovu žádala okamžité zrušení kláštera. Když roku 1814 zemřel poslední kvardián, bylo zařízení celého kláštera v dražbě rozprodáno a vrchnost zřídila v budově byty pro úředníky.
Tak zanikl tento zajímavý klášter, jehož velmi cenná barokní kaple sv. Anny dodnes uchovává tělesné pozůstatky nejznámějšího císařského vojevůdce třicetileté války, Albrechta z Valdštejna.
- 7. Mělník (1750–1950)

V 18. století vznikl v litoměřické diecézi jediný kapucínský klášter. Bylo to v královském věnném městě Mělníku. Založila jej roku 1750 Terezie Čebišová z Falkenberka, mělnická měšťanka. S klášterem vznikl současně kostel Čtrnácti sv. Pomocníků. Je to barokní, typicky kapucínská stavba. Kostel byl roku 1882 opravován. Zprvu byli v klášteře čtyři kapucíni, kteří vypomáhali i v duchovní správě, hlavně v Záboří. Jinak žila tato komunita, dodržujíc řádová statuta, na Mělníce tiše a zdárně působila ve své vymezené působnosti. Kapucíni zde kázali, vyučovali a konali misie.
- 8. Liberec (1911–1950)

Jediným kapucínským klášterem, který nepatřil do českomoravské provincie, byl klášter a kostel sv. Maří Magdalény v Liberci. Tento kostel byl vystavěn v letech 1910–1911 a vysvěcen 11. června 1911. Byl nazýván i jubilejním kostelem. K hlavnímu oltáři vede vysoké schodiště. Kostel je pseudobarokní, bez věže.
Řeholníci patřili do severotyrolské provincie a byli vesměs německé národnosti. Po osvobození sem přišli čeští kapucíni, ale od roku 1950 přestal tento klášter již existovat.
- 9. Doksy (?1946–1950)

Po osvobození Československa byl v Doksech zřízen krátkou dobu malý kapucínský klášter, jehož jediný řeholník se věnoval duchovní správě v kázání.

### Obutí augustiniáni
- 1. Pšovka (1263–1789)

na stránce Klášter Mělník-Pšovka
- 2. Bělá pod Bezdězem (1345–1426), (1633–1950)

na stránce Klášter Bělá pod Bezdězem
- 3. Dolní Ročov (1373–1950)

na stránce Klášter Dolní Ročov
- 4. Bezděz (1627–1633)

Kdysi slavný, ale válkou zpustlý královský hrad Bezděz získal po bělohorských konfiskacích známý válečník Albrecht z Valdštejna. Již roku 1621 byl hrad tak zničen, že z něj stály jen zčernalé zříceniny. Na paměť svého vítězství u Desavy se rozhodl Albrecht z Valdštejna darovat řádu augustiniánů a jejich generálními vikáři Angelico Taparellimu hrad Bezděz, aby tam byl zřízen nový konvent řádu s nejméně dvanácti mnichy. Konvent měl být zasvěcen Panně Marii a v kapli měla být denně sloužena mše svatá za dárce a jeho rodinu. Nový konvent dostal k tomu ještě některé pozemky a naturální dávky. Zvláštní fundace byla založena pro oltář sv. Marka.
Podle některých zpráv bydleli na Bezdězu augustiniáni již od roku 1624, kdy prý o svatodušním úterý přišlo na Bezděz procesí. Žilo zde však jen čtyři až šest mnichů. Augustiniánům Bezděz nevyhovoval a se stavbou konventu pokračovali velmi pomalu. Kníže Albrecht si proto na ně v některých svých listech trpce stěžoval. Roku 1633 se rozhodl, že povolá na Bezděz montserratské benediktiny, a augustiniáni proto rádi přesídlili do Bělé pod Bezdězem.
- 5. Česká Lípa (1627–1950)

na stránce Klášter Česká Lípa
- 6. Stránka (1756–1950)

Augustiniánský konvent u sv. Tomáše v Praze na Malé Straně koupil roku 1756 od Alberta Františka, rytíře Benedy z Nečtin, statek Stránku. Z tamního zámku si augustiniáni vybudovali rezidenci Panny Marie Dobré Rady a sídlil zde trvale jeden řeholník, administrátor (správce) statku a jeden konvrš. Od roku 1809 zde byl ustanoven také jeden kaplan. V rezidenci byla barokní zámecká kaple sv. Jana. V době II. světové války a po jejím skončení nejsou zachované zprávy, že by zde nějaký augustinián sídlil. Statek byl následně podroben II. pozemkové reformě.

### Bosí augustiniáni
- 1. Lysá nad Labem (1713–1812)

na stránce Klášter Lysá nad Labem

### Bosí karmelitáni
- 1. Mladá Boleslav (1625–1630)

na stránce Klášter v Mladé Boleslavi

### Servité
- 1. Konojedy (1746–1786)

na stránce Klášter servitů v Konojedech

### Paulíni
- 1. Rumburk

Do Čech přišli pavlíni již roku 1384, kdy vznikla eremitorie ve Staré Pile a ve Výtoni, ke které patřila také eremitorie u Rumburku v litoměřické diecézi. Obě jihočeské eremitorie zanikly roku 1568. O eremitovi u Rumburku chybí bližší zprávy. Další konventy vznikly v českých zemích v 16. století a patřily do rakouské provincie (Obořiště, Moravský Krumlov).

### Jezuité
- 1. Krupka (1587–1618)

na stránce Minoritský klášter Krupka
- 2. Chomutov (1598–1773)

na stránce Jezuitská kolej (Chomutov)
- 3. Liběšice (1623–1773)

na stránce Jezuitská rezidence (Liběšice)
- 4. Litoměřice (1628–1773)

na stránce Jezuitská kolej (Litoměřice)
- 5. Bohosudov (?1652–1773), (1853–1950)

na stránce Jezuitská rezidence (Bohosudov)
- 6. Podmokly (1924–1933)

na stránce Jezuitský exerciční dům (Podmokly)
- 7. Děčín (1933–1950)

na stránce Jezuitský filosofický ústav (Děčín)

### Piaristé
- 1. Kosmonosy (1688–1786), Mladá Boleslav (1786–1950)

na stránce Piaristická kolej (Kosmonosy)
- 2. Nový Bor (1763–1870)

na stránce Piaristická kolej (Nový Bor)
- 3. Most (1768–1872/1887)

na stránce Piaristická kolej (Most)
- 4. Doupov (18. století)

Po zániku koleje v Doupově, přešli „doupovští“ piaristé do koleje v Kadani.
- 5. Kadaň (1802–1823)

na stránce Piaristická kolej (Kadaň)
- 6. Liberec (1837–1843)

na stránce Piaristická kolej (Liberec)

### Bartolomité
- 1. Žitenice (?1667–1782)

na stránce Klášter bartolomitů (Žitenice)

### Redemptoristé
- 1. Filipov (1885–1950)

na stránce Redemptoristická kolej (Filipov)
- 2. Světec (1901–1903)

na stránce Redemptoristický konvent (Světec)
- 3. Jablonec nad Nisou (?1939–1950)

na stránce Redemptoristická kolej (Jablonec nad Nisou)

### Obláti
- 1. Varnsdorf (1911–1950)

na stránce Konvent oblátů (Varnsdorf)
- 2. Česká Kamenice (1923–1925)

na stránce Konvent oblátů (Česká Kamenice)
- 3. Teplá (1927–1940)

na stránce Konvent oblátů (Teplá)
- 4. Ústí nad Labem (1935–1945)

na stránce Konvent oblátů (Ústí nad Labem)
- 5. Chomutov (?1945–1950)

Do Chomutova přešli obláti z Ústí nad Labem snad proto, že tam zůstalo více německého obyvatelstva, jehož řečí mluvili. Malý konvent, v němž byl roku 1948 již jen jeden oblát, zanikl roku 1950.

### Salesiáni
- 1. Podmokly (1934–1935)

na stránce Komunita salesiánů (Podmokly)
- 2. Osek (1946–1950)

na stránce Klášter Osek
- 3. Trmice (1948–1950, 1968–1974)

na stránce Komunita salesiánů (Trmice)
- 4. Teplice (1948–1950, 1969–1975, 1990–)

na stránce Komunita salesiánů (Teplice)

### Misionáři Nejsvětějšího Srdce Ježíšova
- 1. Dubí (1905–1950)

na stránce Klášter dehoniánů (Dubí)
- 2. Teplice (1909–1945)

na stránce Klášter dehoniánů (Teplice)

### Školští bratři
- 1. Litoměřice (1899–1903)

na stránce Klášter školských bratří (Litoměřice)

### Marianisté
- 1. Litoměřice (1903–1905)

na stránce Klášter marianistů (Litoměřice)

### Kongregace svatého Michaela
- 1. Bílina (1921–1945)

### Fary obsazované řeholními řády do roku1945
- Cisterciáci Osek – Jeníkov, Hrob, Mariánské Radčice, Osek, Jenišův Újezd, Vysočany, Vtelno, Košťany (expozitura): (celkem 8 far)
- Premonstráti Strahov – Bohušovice, Holedeček, Staňkovice, Žatec: (celkem 4 fary)
- Maltézští rytíři – Polevsko, Skalice, Horní Libchava, Volfartice, Slunečná: (celkem 5 far)
- Křižovníci s červenou hvězdou – Most u Sv. Václava, Pšov: (celkem 2 fary)
- Augustiniáni – Ročov, Česká Lípa u Všech svatých: (celkem 2 fary)
- Františkáni – Hejnice: (celkem 1 fara)

## Mužské řeholní řády v litoměřické diecézi v letech 1950–1989
Komunistický režim nepovoloval řeholní život. Řeholníci tedy žili osaměle na jednotlivých farách nebo udržovali ilegální řeholní komunity, za což hrozil trest odnětí svobody. Zemřelé řeholní kněze působící v litoměřické diecézi v těchto letech lze najít v následujícím seznamu:

## Mužské řeholní řády v litoměřické diecézi po roce 1989
Po roce 1989 došlo k odstranění zákazu žít řeholní život. Byly obnoveny některé komunity, nebo přišly řeholní komunity nové. Řada řeholníků však i nadále žije na farách. Jsou to:
- Benediktini
- Cisterciáci
- Dominikáni
- Františkáni
- Jezuité
- Křižovníci
- Maltézští rytíři
- Premonstráti
- Redemptoristé
- Salesiáni – Teplice, od roku 1990. Rumburk – salesiáni žijící v Rumburku spadají pod teplickou komunitu.
- Saletini
- Verbisté

členové sekulárních institutů zasvěceného života a jiní.

## Ženské řeholní řády a společenství zasvěceného života na území litoměřické diecéze

### Premonstrátky
- 1. Doksany (asi 1142–1782, klášter znovuobnoven 1998[3])

na stránce Klášter Doksany
- 2. Encovany – letní sídlo kláštera Chotěšov (kolem 1200–1563)

### Benediktinky
- 1. Teplice (1156–1167? až 1426)

na stránce Klášter Teplice

### Strážkyně Svatého Hrobu
(Řeholní kanovnice řádu sv. Hrobu)
- 1. Světec u Bíliny (1227–1571)

### Magdalenitky
- 1. Zahražany-Most (1281–1442, 15. století – 1782)

na stránce Klášter magdalenitek (Most)
- 2. Louny (1331–1420)

na stránce Klášter magdalenitek (Louny)

### Dominikánky
- 1. Kralupy u Chomutova (1303?-1316/1318?)
- 2. Duchcov (okolo 1320–1426)

### Alžbětinky
(Elisabethinae)
- 1. Kadaň (1746–1950)

na stránce Alžbětinský klášter s kostelem Svaté Rodiny

### Voršilky
(Ordo V.V.S. Ursulae)
- 1. Liberec (1894–1939?)
- 2. Doksy (1919–1939)

### Boromejky – Milosrdné sestry sv. Karla Boromejského
- 1. Podolí u Mělníka (1841-?; nemocnice, průmyslová škola, založil František Jiří Lobkowicz)
- 2. Litoměřice (1845-?; nemocnice)
- 3. Litoměřice (1845-?; penzionát, vychovatelna, škola sv. Vavřince)
- 4. Liberec (1846-?; nemocnice sv. Václava)
- 5. Osek (1847-?; nemocnice, průmyslová škola u Panny Marie, vychovatelna)
- 6. Rožďalovice (1845–1950; nemocnice, průmyslová škola Nanebevzetí Panny Marie)
- 7. Varnsdorf (1864-?; nemocnice, chudobinec u sv. Josefa)
- 8. Zákupy (1865–1950; dívčí obecná škola, penzionát)
- 9. Teplice (1865–1950; opatrovna, dvoutřídní základní škola)
- 10. Rumburk (1866-?; nemocnice sv. Josefa)
- 11. Bílina (1868-?; opatrovna dětí u sv. Filomény, průmyslová škola)
- 12. Filipov (1868-?; průmyslová škola, dětská útulna u sv. Josefa)
- 13. Jiříkov (1871-?; nemocnice u Srdce Ježíšova)
- 14. Trmice (1872–1887; opatrovna, průmyslová škola u Srdce Panny Marie, předána neznámo kam)
- 15. Jirkov (1875–1878; nemocnice)
- 16. Česká Kamenice (1877–1895; nemocnice u Nejsvětější Trojice)
- 17. Varnsdorf (1879-?; opatrovna, sirotčinec, dívčí a pokračovací škola, penzionát – institutum Marianum)
- 18. Jiříkov (1881-?; opatrovna, škola, penzionát u Neposkvrněného Početí Panny Marie)
- 19. Nymburk (1882–1927; Nemocnice Panny Marie Dobré rady)
- 20. Šluknov (1887-?; sirotčinec)
- 21. Pozorka (1889–1908; mateřská škola)
- 22. Mělník (1893-?; všeobecná nemocnice)
- 23. Kostomlaty pod Milešovkou (1893–1938; zemská výchovna pro padlé dívky)
- 24. Jablonec nad Nisou (1893-?; všeobecná nemocnice)
- 25. Šluknov (1894-?; nemocnice u Panny Marie Pomocnice Krista)
- 26. Teplice (1896–1972; opatrovna, průmyslová škola)
- 27. Hrádek nad Nisou (1896–1924; sirotčinec, mateřská škola – předáno sestrám de Notre Dame)
- 28. Skorotice (1896–1911; opatrovna, průmyslová škola)
- 29. Litoměřice (1897–1945; nemocnice – Mariánský domov)
- 30. Teplice (1898–1923; nemocnice Friedricha Viléma)
- 31. Hodkovice (1899–1909; mateřská škola, průmyslová škola)
- 32. Brandov (1899–1939/1940; mateřská škola)
- 33. Krásná Lípa (1901-?; nemocnice)
- 34. Frýdlant (1902–1938; nemocnice)
- 35. Litoměřice (1905-?; pomoc v semináři)
- 36. Liberec (1905–1906; po založení v roce 1905 musel být pro nedostatek peněz zrušen)
- 37. Litoměřice (1910–1939?; ústav hluchoněmých)
- 38. Rychnov u Jablonce nad Nisou (1913-?; opatrovna, škola)
- 39. Velešice /farnost Hoštka/ (1925–1935; neuvedeno)
- 40. Varnsdorf (1932-?; starobinec)
- 41. Podmokly /dnes Děčín/ (1933-?; výchovna)
- 42. Frýdlant (1934-; starobinec)
- 43. Liberec (?; azyl pro opuštěné děti)

### Chudé sestry sv. Františka – terciářky
(Sorores scholasticae tertii ord. S. Francisci Seraphici)
Byly v litoměřické diecézi ve dvou větvích spirituality:
a) Školské sestry III. řádu sv. Františka Serafinského (působily ve školských zařízení)
b) Milosrdné sestry III. řádu sv. Františka z Assisi
- 1. Česká Kamenice (1859–1871)
- 2. Mladá Boleslav (1896-?; nemocnice /z mateřince Praha/)
- 3. Nymburk (1899–1935; sirotčinec /z mateřince Slatiňany/)
- 4. Dlažkovice (1905–1908; dívčí penzionát)
- 5. Horky (1909–1921; dětská útulna /z mateřince Slatiňany/)
- 6. Semily (1908–1928; nemocnice /z mateřince Praha/)
- 7. Loučeň (1914–1924; sirotčinec a dětská útulna (z měteřince Slatiňany)
- 8. Libochovice (1931-?; péče o nemocné v soukromí)
- 9. Louny (1936-?)
- 10. Velké Hamry (1936–1938)
- 11. Mladá Boleslav (1938-?)
- 12. Mladá Boleslav (1938-?; sirotčinec)

### Chudé školské sestry de Notre Dame
(Sorores scholastiace paup. de Notre Dame)
na různých místech v diecézi

### Milosrdné sestry ze sv. Kříže, křížové sestry
(Sorores misericordiae congregationis a. S. Cruce; Kreuzschwestern; Barmherzige Schwestern v. Hl. Kreuz mit dem Mutterhaus in Ingenbohl /Kanton Schwyz/; Ingenbohler Schwestern)
- 1. Horní Litvínov (1864–1867)
- 2. Duchcov (1864–1937; valdštejnský špitál)
- 3. Duchcov (1864?-?; nemocnice)
- 4. Chomutov (1864?-?; soukromá škola, penzionát, mateřská škola)
- 5. Chomutov (1864?-?; sirotčinec)
- 6. Chomutov (1864?-?; městská nemocnice)
- 7. Chlumec (1864?-?; nemocnice a škola)
- 8. Chlumec (1864?-1898; dětský útulek)
- 9. Lipová (1877-?; průmyslová škola, opatrovna, pensionát, péče o nemocné, mateřská škola)
- 10. Bohosudov (1880-?; mateřská škola, soukromá škola)
- 11. Mikulášovice (1881–1939/1940; nemocnice)
- 12. Ústí nad Labem (1882–1898; nemocnice)
- 13. Ústí nad Labem (1882-?; sirotčinec, mateřská škola)
- 14. Děčín (1883-?; domácí péče o nemocné)
- 15. Děčín (1883-?; nemocnice)
- 16. Podbořany (1883-?; všeobecná nemocnice)
- 17. Benešov nad Ploučnicí (1884–1887; nemocnice)
- 18. Podmokly (1884–1931; domácí péče o nemocné)
- 19. Petrohrad (1886–1939/1940; mateřská škola)
- 20. Cvikov (1886-?; nemocnice)
- 21. Frýdlant (1886–1892; mateřská škola)
- 22. Tanvald (1890–1911; nemocnice – předáno Hedvikám, 1927 zpět převzato od sester sv. Hedviky)
- 23. Jablonné v Podještědí (1890–1923; nemocnice)
- 24. Žatec (1892-?; nemocnice)
- 25. Žatec (1892-?; starobinec)
- 26. Česká Lípa (1893-?; všeobecná nemocnice)
- 27. Česká Lípa (1893-?; starobinec)
- 28. Česká Lípa (1893?-?; péče o nemocné)
- 29. Hrubý Rohozec (1896–1898; mateřská škola)
- 30. Česká Lípa (1899-?; sirotčinec)
- 31. Kr. Dvůr (1897–1939/1940; dětská opatrovna)
- 32. Turnov (1898-?; péče o nemocné)
- 33. Most (1900-?; všeobecná nemocnice)
- 34. Most (1900-?; sirotčinec)
- 35. Nový Bor (1905-?; nemocnice)
- 36. Klášterec nad Ohří (1907–1938; mateřská škola, péče o nemocné)
- 37. Předlice (1907–1930; mateřská škola)
- 38. Mimoň (1909-?; starobinec)
- 39. Mimoň (1909-?; péče o nemocné)
- 40. Kr. Les (1909–1939/1940; starobinec)
- 41. Jesenice (1910-?; dětská útulna)
- 42. Teplice (1910-?; veřejná nemocnice)
- 43. Střekov (1916–1939/1940; mateřská škola)
- 44. Tanvald (1927-?)
- 45. Teplice (1935-?; „Damenstift“ – penzionát)

### Sestry křesťanské lásky, vincentinky, šedé sestry
(Sorores christiani amoris a Vincentio de Paula)
- 1. Liberec (1874-?; soukromá škola, dětský domov, mateřská škola na Jánském vrchu (Johannesberg), založila Marie Pavla v. Liebig)
- 2. Žatec (1883–1891; sirotčinec, mateřská škola)
- 3. Liberec (1887-?; chlapecký azyl „Vincentinum“ v Hrnčířské ul. /tzv. Töpferberg/)
- 4. Frýdlant (1891-?; sirotčinec, mateřská škola)
- 5. Dobříčany (1891–1918; mateřská škola, dívčí škola – dům sv. Josefa /fara Liběšice u Žatce/)
- 6. Loučeň (1895–1914; mateřská škola, dům Nazaret, převzaly chudé sestry sv. Františka)
- 7. Vratislavice (1908-?; starobinec)
- 8. Cvikov (1910–1919; léčebný ústav pro skrofulosní děti)
- 9. Česká Lípa (1910-?; starobinec)
- 10. Jablonné v Podještědí (1923–1938; sirotčinec, mateřská škola)
- 11. Louny (1930-?; nemocnice)

### Dcery Božské lásky
(Congregatio v. v., filiarum Divini amoris in St. Georgenthal ad divinum providentiam)
- 1. Jiřetín (1874-?)
- 2. Verneřice (1907–1913)

### Kongregace chudých služek Ježíše Krista
(Congregatio pauperum ancillarum Jesu Christi)
- 1. Trmice (zasvěceno: ad s. Cor. Mariae; 1887)
- 2. Sloup (zasvěceno: ad s. Joan. Nep.; 1890)
- 3. Doksy (zasvěceno: ad s. Josephum; 1893)
- 4. Česká Kamenice (zasvěceno: ad s. Cor. Jesu; 1895)
- 5. Česká Kamenice (zasvěceno: ad s. Familiam; 1895)

### Karmelitky Božského Srdce Ježíšova
(Congregatio carmelit. a Divino Corde Jesu)
- 1. Most (1897-?; sirotčinec a jesle)
- 2. Krupka (1910-?; sirotčinec)

### Sestry křesťanské lásky
(Sorores christianae caritatis)
- 1. Lobkovice, Děčín (1874; penzionát, přemístěn, 1902)
- 2. Horní Žleb (1938–1945)

### Sestry sv. Hedviky
(Sorores S. Hedvigis)
- 1. Český Dub (1910–1937)
- 2. Tanvald (1911–1927)
- 3. Chrastava (1912-?)

### Klarisky-kapucínky
(Sorores S. Clarae)
- 1. Litoměřice (1915, 1924–1946?)

### Kongregace Nejsvětější Eucharistie
(Congregatio SS. Eucharistiae)
- 1. Velké Březno (1930–1945?; mateřinec)
- 2. Podmokly (1931–1945?)
- 3. Svádov (1932–1939?)
- 4. Česká Lípa (1937–1945?)
- 5. Mimoň (1937–1945?)
- 6. Jílové (1937–1945?)

### Caritas socialis
- 1. Svojkov (1937–1939/1940; domus provinciae)
- 2. Bílina (1937-?)
- 3. Jablonec (1937–1939/1940)
- 4. Huntířov (1937–1938)
- 5. Janov (1937-?)
- 6. Litoměřice (1937-?)
- 7. Dolní Podluží (1937-?)
- 8. Mikulášovice (1937-?)
- 9. Liberec (1937-?)
- 10. Ruprechtice (1937–1939/1940)
- 11. Krásná Lípa (1937-?)
- 12. Děčín (1937-?)
- 13. Sloup (1939/1940-?)
- 14. Česká Lípa (1939/1940-?)

### Zdislávky
- Žily rozptýleně po farách, jako pomocnice farní správy.[4]

## Ženské řeholní řády v litoměřické diecézi v letech 1950–1989
Podobně jako u mužských řádů Komunistický režim stál proti řeholnímu životu ženských komunit. Zatímco muži byli v rámci Akce K internováni, proti ženským klášterům byla vypracována obdobná strategie. Ta spočívala v postupné likvidaci a vytěsňování ženských řeholních komunit ze společnosti. Plán ovšem byl pozvolnější a narážel na obtíže, jak nahradit školený personál v nemocničních a sociálních zařízeních, o které sestry pečovaly. Na různých místech v litoměřické diecézi tedy řeholní sestry, pod silnou kontrolou Státní bezpečnosti, mohly působit.
Jedním z míst, kam byly v době komunistické totality umístěny řádové sestry několika řádů byl Jiřetín pod Jedlovou. Státní bezpečnost sem deportovala sestry různých řeholí: dominikánky, vincentinky, rafaelky, karmelitky, těšitelky, sarmatky a další řeholní sestry. Některé komunity zde zůstaly i po sametové revoluci.

### Řád Navštívení Panny Marie
- 1. Litoměřice (1950–1959)
- 2. Liběšice (1959–1960)
- 3. Chlumec (1960–2007)

na stránce Řád Navštívení Panny Marie

### Vincentinky
- 1. Sloup v Čechách

## Ženské řeholní řády v litoměřické diecézi po roce 1989
Po roce 1989 došlo k procesu obnovování řeholního života i ženských řeholí. Jedním z příkladů je znovuobnovení kláštera sester premonstrátek v roce 1998 v Doksanech. Nebo nové řeholní komunity, jako např. Malé sestry Ježíšovy, které působily v Děčíně v letech 1994–2004.
Na začátku 21. století působily v litoměřické diecézi z ženských řeholí:
- Řád svaté Alžběty
- Česká kongregace sester dominikánek
- Českomoravská provincie Římské unie řádu sv. Voršily
- Klášter sester premonstrátek v Doksanech
- Kongregace dcer Božské lásky[7]
- Institut Blahoslavené Panny Marie („Anglické panny“)

V diecézi také žije několik členek Ordo virginum, členky sekulárních institutů a další komunity či osoby dalších forem zasvěceného života.